# Arquidiócesis de Paderborn
La arquidiócesis de Paderborn (en latín: Archidioecesis Paderbornensis y en alemán: Erzbistum Paderborn) es una circunscripción eclesiástica de la Iglesia católica en Alemania. Se trata de una arquidiócesis latina, sede metropolitana de la provincia eclesiástica de Paderborn. Desde el 9 de diciembre de 2023 su arzobispo es Udo Markus Bentz.

## Territorio y organización

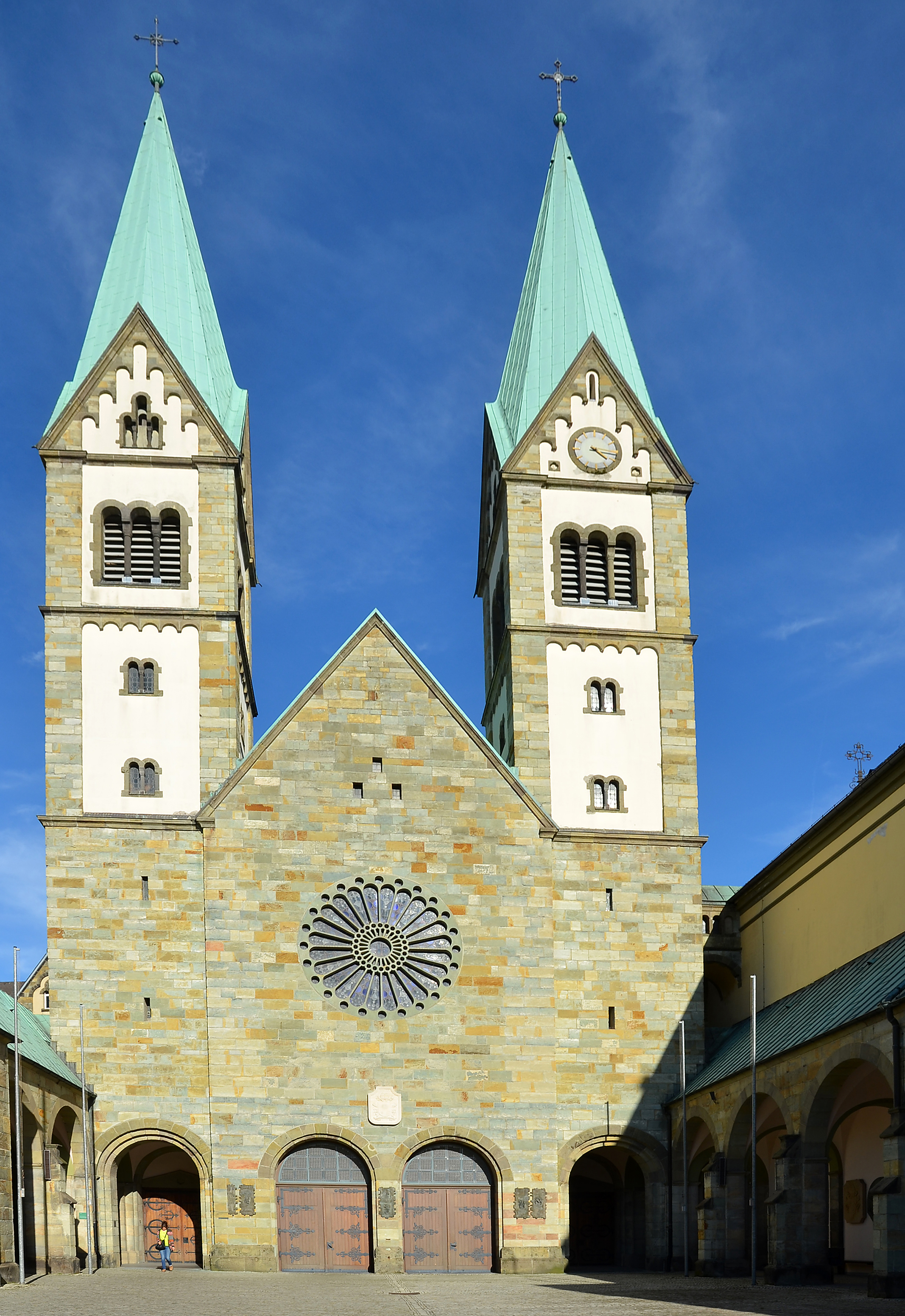
Basílica de la Visitación de María, en Werl

La arquidiócesis tiene 14 750 km² y extiende su jurisdicción sobre los fieles católicos de rito latino residentes en parte del estado de Renania del Norte-Westfalia y pequeñas porciones del estado de Hesse y la ciudad de Bad Pyrmont en el de Baja Sajonia.

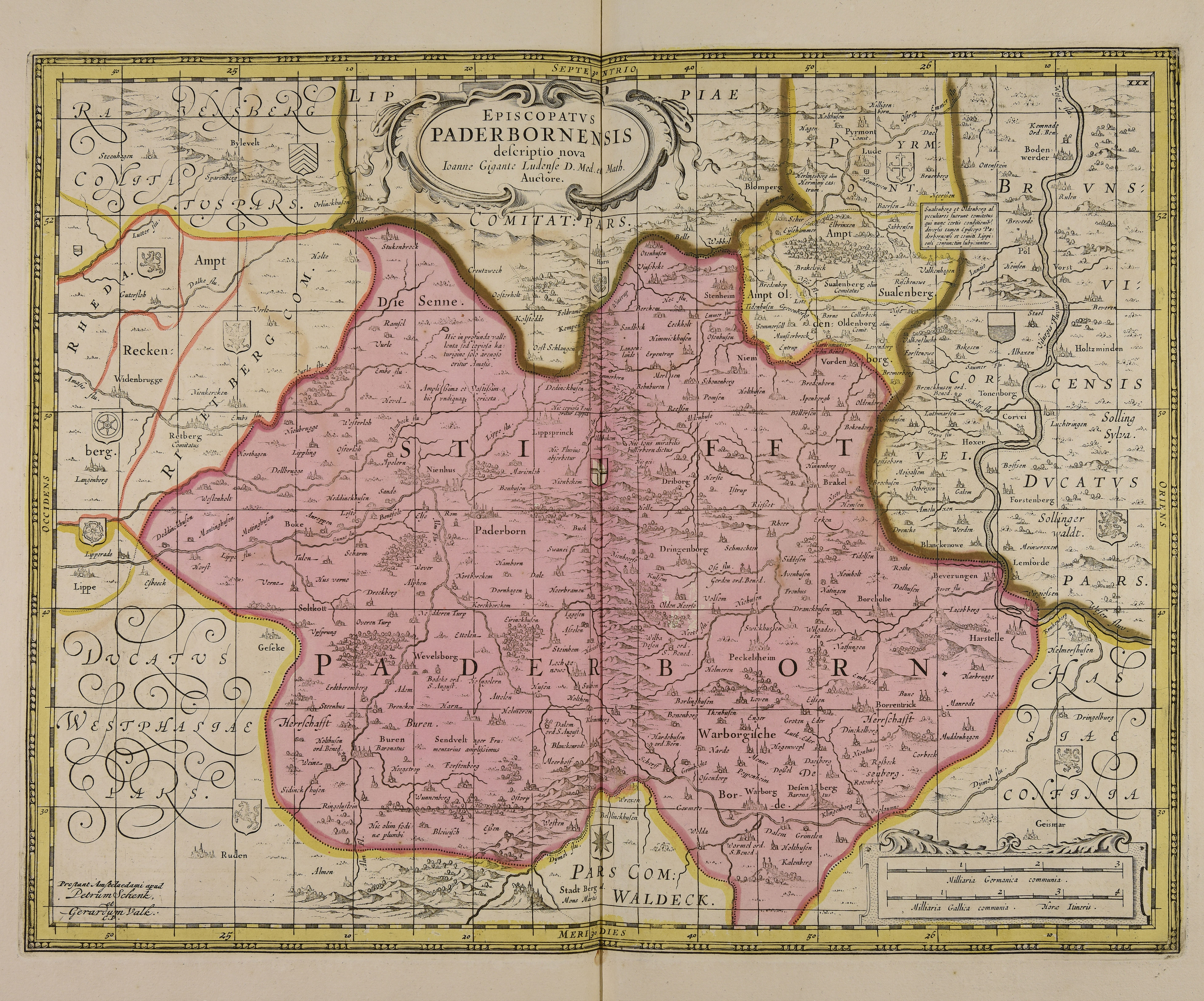
Mapa de la diócesis en 1683

La sede de la arquidiócesis se encuentra en la ciudad de Paderborn, en donde se halla la Catedral de Santa María, San Liborio y San Kilian. En Werl se encuentra la basílica de la Visitación de María.

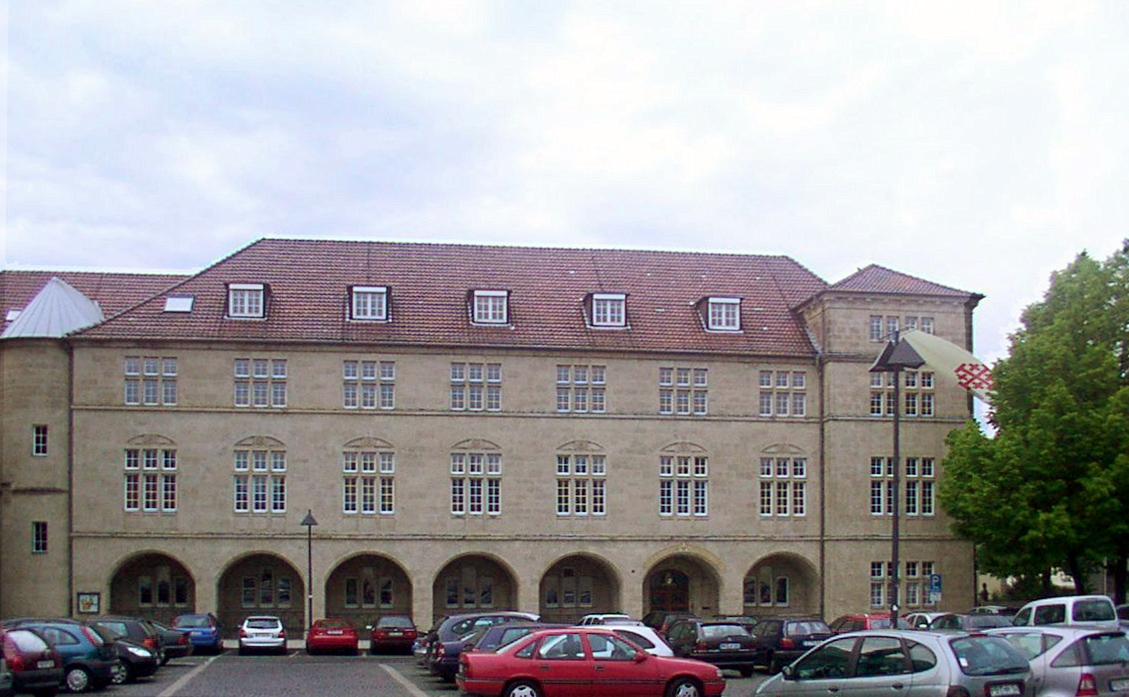
Palacio del vicario general en Paderborn

La arquidiócesis tiene como sufragáneas a las diócesis de Érfurt, Fulda y Magdeburgo.
En 2023 en la arquidiócesis existían 449 parroquias agrupadas desde el 1 de julio de 2006 en 19 decanatos: Paderborn, Büren-Delbrück, Höxter, Rietberg-Wiedenbrück, Bielefeld-Lippe, Herford-Minden, Hellweg, Lippstadt-Rüthen, Hochsauerland-West, Hochsauerland-Mitte, Hochsauerland-Ost, Waldeck, Südsauerland, Siegen, Dortmund, Unna, Emschertal, Hagen-Witten y Märkisches Sauerland.

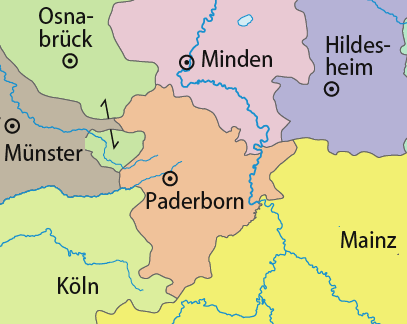
Mapa de la diócesis de Paderborn desde su erección hasta su redefinición en 1821

## Historia
La diócesis de Paderborn fue erigida por el papa León III en 799. Originalmente era sufragánea de la arquidiócesis de Maguncia (hoy diócesis de Maguncia).
Bernhard zur Lippe fue el primer príncipe-obispo de Paderborn en la primera mitad del siglo XIV. Inicialmente, la sede de Paderborn estaba en conflicto con la de Colonia por razones temporales. Una solución del conflicto tuvo lugar en el siglo XVI, cuando los arzobispos de Colonia fueron también administradores apostólicos de Paderborn en varias ocasiones.
De 1782 a 1825 la diócesis se unió in persona episcopi con la diócesis de Hildesheim.
En 1792 cedió una parte de su territorio para la erección de la diócesis de Corvey (hoy suprimida) mediante la bula Super specula del papa Pío VI.
Franz Egon von Fürstenberg fue el último príncipe-obispo de Paderborn, cuyo estado eclesiástico fue secularizado como todos los estados eclesiásticos del Sacro Imperio Romano Germánico en 1803.
Tras el Congreso de Viena (1815) y el nacimiento de la Confederación Alemana, la Santa Sede intervino para redefinir el territorio de la diócesis con la bula De salute animarum del papa Pío VII del 16 de julio de 1821. Paderborn retuvo el antiguo territorio, al que se anexó la suprimida diócesis de Corvey; el territorio se expandió aún más con parroquias que en el siglo XVIII pertenecían a las diócesis vecinas, sobre todo la arquidiócesis de Colonia, pero también Osnabrück, Münster y Maguncia. Además, a los obispos de Paderborn se les dio la administración de las parroquias católicas de la provincia de Sajonia, que incluían, entre otras, las ciudades de Halberstadt, Halle y Magdeburgo. Este extenso territorio, no contiguo al anterior debido a la presencia de la diócesis de Hildesheim en el Reino de Hannover, fue separado del vicariato apostólico de las Misiones del Norte, que desde 1782 hasta 1825 estuvo gobernado por los obispos de Paderborn.
La diócesis se extendía hasta el Reino de Prusia, pero también incluía la mayoría de las parroquias católicas del Gran Ducado de Sajonia-Weimar-Eisenach y una parroquia del Principado de Waldeck-Pyrmont. Con la misma bula Paderborn pasó a formar parte de la provincia eclesiástica de la arquidiócesis de Colonia.
El 1 de marzo de 1921 mediante el breve Commissum Nobis del papa Benedicto XV incorporó los territorios del suprimido vicariato apostólico de Anhalt, que desde 1892 había sido entregado en administración apostólica a los obispos de Paderborn.
El 13 de agosto de 1930, con la bula Pastoralis officii nostri del papa Pío XI, se suprimió el vicariato apostólico de Alemania Septentrional y se agregó parte de su territorio al de la diócesis de Paderborn, que al mismo tiempo fue elevada al rango de arquidiócesis metropolitana, teniendo como sufragáneas las diócesis de Fulda y Hildesheim.
Después de la Segunda Guerra Mundial, partes de la arquidiócesis se encontraron en la zona de ocupación soviética y luego en la República Democrática Alemana y fue cada vez más difícil para los obispos gobernar esos sectores de su arquidiócesis; por esa razón establecieron allí un comisariado arzobispal (Erzbischöfliches Kommissariat) con sede en Magdeburgo.
El 23 de febrero de 1957 cedió una parte de su territorio para la erección de la diócesis de Essen mediante la bula Germanicae gentis del papa Pío XII.
El 20 de enero de 1966 la arquidiócesis adoptó una división en 39 decanatos.
En 1973 en los territorios del comisariado arzobispal de Magdeburgo, la Santa Sede erigió la administración apostólica de Magdeburgo (Bischöflichen Amt Magdeburg), confiando su gestión pastoral a un administrador apostólico con carácter episcopal, suspendiendo efectivamente la jurisdicción de los arzobispos de Paderborn.
Con la caída del Muro de Berlín y la Reunificación de Alemania, la Santa Sede reorganizó los territorios diocesanos alemanes. El 13 de abril de 1994, se erigió la diócesis de Magdeburgo con territorios formalmente delegados de la arquidiócesis de Paderborn, canónicamente erigida el 27 de junio de 1994 mediante la bula Cum gaudio et spe del papa Juan Pablo II. Al mismo tiempo, la provincia eclesiástica de Paderborn adquirió las diócesis de Erfurt y Magdeburgo, pero cedió la diócesis de Hildesheim, que pasó a formar parte de la provincia eclesiástica de la arquidiócesis de Hamburgo.

## Estadísticas
Según el Anuario Pontificio 2024 la arquidiócesis tenía a fines de 2023 un total de 1 364 918 fieles bautizados.
| Año                                                                             | Población            | Población | Población      | Sacerdotes | Sacerdotes    | Sacerdotes    | Bautizados por sacerdote | Diáconos permanentes | Religiosos | Religiosos | Parroquias |
| Año                                                                             | Bautizados católicos | Total     | % de católicos | Total      | Clero secular | Clero regular | Bautizados por sacerdote | Diáconos permanentes | Varones    | Mujeres    | Parroquias |
| ------------------------------------------------------------------------------- | -------------------- | --------- | -------------- | ---------- | ------------- | ------------- | ------------------------ | -------------------- | ---------- | ---------- | ---------- |
| 1950                                                                            | 2 345 344            | 9 382 323 | 25.0           | 1918       | 1454          | 464           | 1222                     |                      | 652        | 6955       | 605        |
| 1970                                                                            | 2 339 211            | 8 823 432 | 26.5           | 2277       | 1862          | 415           | 1027                     |                      | 438        | 4700       | 647        |
| 1980                                                                            | 2 024 500            | 5 200 000 | 38.9           | 1624       | 1262          | 362           | 1246                     | 18                   | 463        | 4173       | 548        |
| 1990                                                                            | 1 869 420            | 4 661 000 | 40.1           | 1476       | 1197          | 279           | 1266                     | 71                   | 374        | 3483       | 567        |
| 1999                                                                            | 1 829 855            | 5 106 044 | 35.8           | 1292       | 1155          | 137           | 1416                     | 104                  | 201        | 2601       | 568        |
| 2000                                                                            | 1 816 330            | 5 109 410 | 35.5           | 1300       | 1139          | 161           | 1397                     | 113                  | 227        | 2478       | 570        |
| 2001                                                                            | 1 796 591            | 5 115 821 | 35.1           | 1227       | 1135          | 92            | 1464                     | 111                  | 156        | 2253       | 570        |
| 2002                                                                            | 1 786 330            | 4 934 408 | 36.2           | 1210       | 1126          | 84            | 1476                     | 116                  | 147        | 2269       | 571        |
| 2003                                                                            | 1 771 660            | 4 900 000 | 36.2           | 1191       | 1110          | 81            | 1487                     | 129                  | 137        | 2272       | 571        |
| 2004                                                                            | 1 757 474            | 4 900 000 | 35.9           | 1152       | 1074          | 78            | 1525                     | 129                  | 127        | 2173       | 571        |
| 2013                                                                            | 1 596 405            | 4 856 342 | 32.9           | 1037       | 926           | 111           | 1539                     | 172                  | 162        | 1548       | 559        |
| 2016                                                                            | 1 549 230            | 4 785 898 | 32.4           | 940        | 854           | 86            | 1648                     | 182                  | 127        | 1343       | 524        |
| 2019                                                                            | 1 491 856            | 4 828 545 | 30.9           | 872        | 790           | 82            | 1710                     | 176                  | 115        | 1146       | 484        |
| 2021                                                                            | 1 495 125            | 4 849 150 | 30.8           | 782        | 732           | 50            | 1911                     | 128                  | 82         | 1098       | 458        |
| 2023                                                                            | 1 364 918            | 4 820 165 | 28.3           | 766        | 675           | 91            | 1781                     | 182                  | 128        | 994        | 449        |
| Fuente: Catholic-Hierarchy, que a su vez toma los datos del Anuario Pontificio. |                      |           |                |            |               |               |                          |                      |            |            |            |

## Episcopologio

Udo Markus Bentz, arzobispo de Paderborn desde 2023

- San Hathumar † (795-9 de agosto de 815 falleció)
- San Badurado † (815-17 de septiembre de 852 falleció)
- Liutardo † (859-2 de mayo de 886 falleció)
- Biso † (junio de 886-9 de septiembre de 908 falleció)
- Teodorico † (octubre de 908-8 de diciembre de 916 falleció)
- Unwan † (25 de enero de 917-20 de julio de 935 falleció)
- Dudo † (agosto de 935-26 de julio de 960 falleció)
- Folkmar, O.S.B. † (agosto de 960-17 de febrero de 981 falleció)
- Rethar † (983-6 de marzo de 1009 falleció)
- Meinwerk † (13 de marzo de 1009 consagrado-5 de junio de 1036 falleció)
- Rotho, O.S.B. † (julio de 1036-6 de noviembre de 1051 falleció)
- Imado † (25 de diciembre de 1051 consagrado-3 de febrero de 1076 falleció)
- Poppo † (marzo de 1076-28 de noviembre de 1084 falleció)
- Heinrich von Assel † (diciembre de 1084-1090 depuesto)[nota 3]
- Heinrich von Werl † (1090-14 de octubre de 1127 falleció)
- Bernhard von Oesede † (noviembre de 1127-16 de julio de 1160 falleció)
- Evergis † (agosto de 1160-28 de septiembre de 1178 falleció)
- Siegfried (von Hallermund?) † (octubre de 1178-10 de febrero de 1186 falleció)
- Bernhard von Ibbenbüren † (marzo de 1186-23 de abril de 1203 falleció)
- Bernhard von Oesede † (mayo de 1203-28 de marzo de 1223 falleció)
- Thomas Olivier † (7 de abril de 1225-28 de septiembre de 1225 nombrado cardenal obispo de Sabina)
- Vilbrando de Oldenburg † (octubre de 1225-1228 nombrado obispo de Utrecht)
- Bernhard zur Lippe † (1228-14 de abril de 1247 falleció)
- Simon zur Lippe † (1247-7 de junio de 1277 falleció)
- Otto von Rietberg † (1277-23 de octubre de 1307 falleció)
- Günther von Schwalenberg † (1307-15 de mayo de 1310 renunció)
- Dietrich von Itter † (3 de diciembre de 1310-20 de septiembre de 1321 falleció)
- Bernhard zur Lippe † (1321-30 de enero de 1341 falleció)
- Balduin von Steinfurt † (1341-1361 renunció)
- Heinrich von Spiegel zum Desenberg, O.S.B. † (17 de marzo de 1361-21 de marzo de 1380 falleció)
- Simon von Sternberg † (junio de 1380-25 de enero de 1389 falleció)
- Ruprecht von Berg † (9 de noviembre de 1389-28 de junio de 1394 falleció)
- Johann von Hoya † (7 de septiembre de 1394-28 de febrero de 1399 nombrado obispo de Hildesheim)
- Bertrando d'Arvazzano † (4 de marzo de 1399-1400?)
- Wilhelm von Berg † (5 de noviembre de 1400-prima del 13 de abril de 1415 depuesto)
  - Dietrich von Moers † (13 de abril de 1415-24 de enero de 1446 renunció) (administrador apostólico)
  - Dietrich von Moers † (4 de diciembre de 1447-13 de febrero de 1463 falleció) (administrador apostólico, por segunda vez)
- Simon zur Lippe † (18 de mayo de 1463-7 de marzo de 1498 falleció)
- Ermanno de Hesse † (7 de marzo de 1498 por sucesión-27 de septiembre de 1508 falleció)
- Eric de Brunswick-Grubenhagen † (20 de abril de 1509-14 de mayo de 1532 falleció)[nota 4]
  - Hermann von Wied † (22 de septiembre de 1532-25 de febrero de 1547 depuesto) (administrador apostólico)
- Rembert von Kerssenbrock † (1 de julio de 1547-12 de febrero de 1568 falleció)
- Johann von Hoya zu Stolzenau † (6 de noviembre de 1568-5 de abril de 1574 falleció)
- Salentin von Isenburg † (14 de septiembre de 1574-5 de septiembre de 1577 renunció)
  - Enrico de Sajonia-Lauenburg † (16 de noviembre de 1577-22 de abril de 1585 falleció) (obispo electo)
- Dietrich von Fürstenberg † (7 de octubre de 1585-4 de diciembre de 1618 falleció)
- Ferdinando de Baviera † (4 de diciembre de 1618 por sucesión-13 de septiembre de 1650 falleció)
- Dietrich Adolf von Reck † (7 de mayo de 1651-30 de enero de 1661 falleció)
- Ferdinand von Fürstenberg † (30 de mayo de 1661-26 de junio de 1683 falleció)
- Hermann Werner von Wolf-Metternich zur Gracht † (24 de abril de 1684-21 de mayo de 1704 falleció)
- Franz Arnold von Wolff-Metternich zur Gracht † (21 de mayo de 1704 por sucesión-25 de diciembre de 1718 falleció)
- Clemente Augusto de Baviera † (30 de abril de 1719-6 de febrero de 1761 falleció)
  - Sede vacante (1761-1763)
- Wilhelm Anton von der Asseburg † (16 de mayo de 1763-26 de diciembre de 1782 falleció)
- Federico Guglielmo de Vestfalia † (26 de diciembre de 1782 por sucesión-6 de enero de 1789 falleció)
- Franz Egon von Fürstenberg † (6 de enero de 1789 por sucesión-11 de agosto de 1825 falleció)
- Friedrich Klemens von Ledebur † (30 de julio de 1826-30 de agosto de 1841 falleció)
- Richard Kornelius Dammers † (23 de mayo de 1842-11 de octubre de 1844 falleció)
- Johann Franz Drepper † (21 de abril de 1845-5 de noviembre de 1855 falleció)
- Martin Konrad † (19 de junio de 1856-16 de julio de 1879 falleció)
  - Sede vacante (1879-1882)
- Franz Kaspar Drobe † (24 de marzo de 1882-7 de marzo de 1891 falleció)
- Hubert Theophil Simar † (17 de diciembre de 1891-14 de diciembre de 1899 nombrado arzobispo de Colonia)
- Wilhelm Schneider † (25 de junio de 1900-31 de agosto de 1909 falleció)
- Karl Joseph Schulte † (7 de febrero de 1910-8 de marzo de 1920 nombrado arzobispo de Colonia)
- Kaspar Klein † (19 de junio de 1920-26 de enero de 1941 falleció)
- Lorenz Jäger † (10 de agosto de 1941-30 de junio de 1973 retirado)
- Johannes Joachim Degenhardt † (4 de abril de 1974-25 de julio de 2002 falleció)
- Hans-Josef Becker (3 de julio de 2003-1 de octubre de 2022 renunció)
- Udo Markus Bentz, desde el 9 de diciembre de 2023